# Pterhemia uncinalis
Pterhemia uncinalis är en fjärilsart som beskrevs av Jacob Hübner 1832. Pterhemia uncinalis ingår i släktet Pterhemia och familjen nattflyn. Inga underarter finns listade.